# Technotronic
I Technotronic sono un gruppo musicale di genere dance formatosi in Belgio nel 1988.
Hanno raggiunto la notorietà internazionale tra il 1989 e i primi anni novanta grazie a diversi brani di successo sia in Europa che negli Stati Uniti. Gran parte della loro discografia non è accreditata direttamente al gruppo, che spesso utilizza pseudonimi e che abitualmente collabora con diversi artisti.
Attualmente composto da Jo Bogaert, Manuela Kamosi ed Eric Martin, il gruppo in passato ha incluso numerosi altri artisti.

## Storia del gruppo

### Gli esordi: il grande successo
Dopo la pubblicazione del singolo eponimo Technotronic (pubblicato nel 1988 sotto il nome The Pro 24s), il complesso ha raggiunto la notorietà internazionale nel 1989 grazie al brano Pump Up the Jam, versione trasformata in canzone del brano strumentale Technotronic già pubblicato e inciso con la collaborazione della modella Felly, che ha scalato le classifiche musicali di numerosi paesi europei e raggiunto la seconda posizione della classifica statunitense dei singoli. Nello stesso anno è stato pubblicato, per le etichette discografiche SBK e EMI, l'album di debutto intitolato anch'esso Pump Up the Jam e dal successo commerciale altrettanto buono, sia in Europa che oltre oceano.
Dal primo disco del gruppo sono stati estratti diversi singoli di grande successo; Get Up! (Before the Night Is Over), che ha bissato il successo del precedente raggiungendo la vetta della classifica svizzera, This Beat Is Technotronic, una collaborazione con MC Eric e Rockin' Over the Beat. Nello stesso periodo il gruppo, in Italia, ha partecipato al Festivalbar 1990 e ha pubblicato con lo pseudonimo Hi-Tek 3 featuring Ya Kid K il singolo Spin That Wheel, che riscuote un discreto successo commerciale. Dopo il successo di questi singoli, pubblicati nel 1990, è stato inoltre pubblicato un Megamix che raccoglieva in poco più di quattro minuti i frammenti dei loro successi, che come questi divenne un successo nelle piste da ballo e nelle classifiche. Sempre nel 1990 è stato pubblicato l'album di remix intitolato Trip on This.
Nel 1991 hanno collaborato con i cantanti Melissa ed Einstein per il singolo Turn It Up, che ha riscontrato meno successo rispetto ai precedenti lavori del gruppo. Nello stesso anno il gruppo ha pubblicato un secondo album, intitolato Body to Body, che ha avuto un'accoglienza più fredda dal punto di vista commerciale e dal successo esclusivamente europeo. I primi due singoli tratti da questo album sono stati Move That Body e Work, entrambi incisi con la collaborazione della cantante Reggie ed entrambi, ma in particolar modo Move That Body, dal discreto risultato commerciale. Terzo singolo tratto da questo album è stato Money Makes the World Go Round, seguito da Voices.
Parecchi brani realizzati dal gruppo in questi primi anni di attività sono stati utilizzati in pellicole cinematografiche come colonne sonore e inserite in innumerevoli raccolte di musica dance.

### La raccolta e il terzo disco
Nel 1993, anticipato dal singolo Move This, di successo negli Stati Uniti, è stata pubblicata la prima raccolta del gruppo intitolata semplicemente The Greatest Hits, pubblicata sotto etichetta Hansa International, che però non ha trovato il successo dei precedenti lavori entrando appena nella classifica australiana. Altri singoli tratti dalla raccolta sono stati Hey Yoh, Here We Go e One Plus One.
Il gruppo è tornato, dopo lo scarso successo della precedente esperienza, nel 1995 con il singolo Move It to the Rhythm, di discreto successo negli Stati Uniti. Nello stesso anno è stato pubblicato anche il loro terzo disco di inediti, intitolato Recall; accompagnato dall'omonimo Recall e dal terzo singolo I Want You by My Side, neanche questo lavoro riscuote tuttavia l'apprezzamento da parte del pubblico rivelandosi di fatto l'ultimo album del gruppo.
Negli anni successivi, il complesso non si è mai sciolto è ha proseguito la sua attività discografica pubblicando diversi singoli, senza però raggiungere i consensi ottenuti nei primi anni di attività. Hanno realizzato diverse nuove edizioni del loro singolo di maggior successo, Pump Up the Jam.

## Discografia

### Album
- 1989 - Pump Up the Jam: The Album
- 1990 - Trip on This
- 1991 - Body to Body
- 1993 - The Greatest Hits
- 1995 - Recall

### Singoli
- 1988 - Technotronic (come The Pro 24s)
- 1989 - Pump Up the Jam (come Technotronic featuring Felly)
- 1990 - Get Up! Before the Night Is Over (come Technotronic featuring Ya Kid K)
- 1990 - This Beat Is Technotronic (come Technotronic featuring MC Eric)
- 1990 - Spin That Wheel (come Hi-Tek 3 featuring Ya Kid K)
- 1990 - Rockin' Over the Beat
- 1990 - Megamix
- 1991 - Turn It Up (come Technotronic featuring Melissa and Einstein)
- 1991 - Move That Body (come Technotronic featuring Reggie)
- 1991 - Work (come Technotronic featuring Reggie)
- 1991 - Money Makes the World Go Round
- 1991 - Voices
- 1992 - Move This (come Technotronic featuring Ya Kid K)
- 1993 - Hey Yoh, Here We Go (come Technotronic featuring Ya Kid K)
- 1994 - One Plus One
- 1994 - Move It to the Rhythm (come Technotronic featuring Ya Kid K)
- 1995 - Recall (come Technotronic featuring Ya Kid K)
- 1995 - I Want You by My Side
- 1996 - Pump Up The Jam - The '96 Sequel
- 1996 - Crazy
- 1998 - Get Up — The '98 Sequel
- 1998 - Pump Up the Jam (come D.O.N.S. featuring Technotronic)
- 1999 - Like This (come Technotronic featuring Monday Midnite)
- 2000 - The G. Train (come Technotronic featuring Monday Midnite)
- 2000 - The Mariachi (come Technotronic featuring Ya Kid K)
- 2001 - Runaway Blues
- 2002 - The Circlu Unbroken
- 2005 - Pump Up the Jam 2005 (come D.O.N.S. featuring Technotronic)
- 2010 - Pump Up the Jam 2010 (come Technonic vs Dimitri Vegas & Like Mike)